# Język fenicki
Język fenicki (fenic.: 𐤃𐤁𐤓𐤉𐤌 𐤊𐤍𐤏𐤍𐤉𐤌) – język należący do grupy kananejskiej z rodziny języków semickich, którym posługiwali się Fenicjanie. Znany przede wszystkim z napisów znajdowanych nad Morzem Śródziemnym.

## Opis
Fenicjanie stworzyli pismo składające się z 22 znaków konsonantycznych, które – po uzupełnieniu samogłoskami – za pośrednictwem języka greckiego stało się podstawą alfabetu łacińskiego. Alfabet fenicki rozpoczynały litery alef i bet. W XIV–XIII wieku p.n.e. na obszarze syropalestyńskim zakończył się proces uproszczenia pisma fenickiego, co spowodowało jego upowszechnienie. Zastąpiono także trwały materiał pisarski, jakim były tabliczki gliniane, nietrwałymi pergaminem, skórą, papirusem itp. Z tego powodu fenicki nazwano językiem epigraficznym, gdyż bezpośrednie świadectwa języka są niezwykle rzadkie.
Pismo fenickie odczytał w 1764 roku Jean-Jacques Barthélemy. Na terenach dawnej Fenicji odkryto w języku fenickim niewielką liczbę tekstów, za to na obszarach objętych ekspansją Fenicjan takich zabytków jest więcej. Charakteryzują się one jednak ubogim słownictwem, a napisy są przeważnie krótkie, samogłoski nie są oznaczane.
Najstarsze napisy pochodzą z IX wieku p.n.e., większość jest z V wieku p.n.e. lub późniejsza. Najwcześniejszy, datowany na ok. 1000 rok p.n.e., pochodzi z sarkofagu Ahirama z Byblos. Na około 1300 rok p.n.e. datowane są inskrypcje Szafatbaala i Abdo. Teksty z VI–IV wieku p.n.e. pochodzą głównie z Fenicji, na przykład inskrypcja Eszmunazara, króla Sydonu. Poza Fenicją zapisy w języku fenickim znaleziono na Cyprze, Malcie oraz w Egipcie, Atenach, Pireusie. W komedii Plauta Poenulus (Kartagińczyk) jest 10 wierszy w języku fenickim.
Język ten był używany poza Fenicją w hetyckim Sam’al (Zincirli i Karatepe). W basenie centralnym i zachodnim Morza Śródziemnego pojawiła się jego odmiana kartagińska – punicka i nowopunicka – będąca formą kursywną fenickiego, używana od przełomu XIV–XIII wieku p.n.e. do III wieku n.e.